# Zweifrankenstück
| Zweifrankenstück | Zweifrankenstück                                   |
| ---------------- | -------------------------------------------------- |
| Zweifrankenstück |                                                    |
| Daten            |                                                    |
| Legierung:       | 75 % Kupfer 25 % Nickel                            |
| Gewicht:         | 8,80 g                                             |
| Durchmesser:     | 27,40 mm                                           |
| Dicke:           | 2,15 mm                                            |
| Randprägung:     | gerippt                                            |
| Künstler:        | Albert Walch (Entwurf), Antoine Bovy (Münzstecher) |

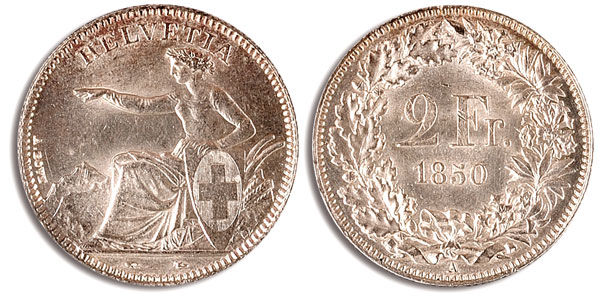
Erste Version des Zweifrankenstücks von 1850 mit der sitzenden Helvetia

Das Zweifrankenstück, meist Zweifränkler (in seltenen Fällen leicht despektierlich auch Zwöiliber) genannt, ist eine Umlaufmünze der Schweiz im Wert von zwei Schweizer Franken.

## Münzbild
Seit 1874 trägt das Zweifrankenstück unverändert das gleiche Motiv (wie auch seit 1875 das Einfranken- und das Fünfzigrappenstück): Auf der Vorderseite ist die Münzwertangabe über der Jahreszahl, umrahmt von einem Kranz (links: Eichenlaub, rechts: Rostblättrige Alpenrose). Auf der Rückseite befindet sich eine stehende Helvetia mit Schild (linke Hand) und Speer (rechte Hand), umrahmt von 23 fünfzackigen Sternen, über dem Schriftzug «Helvetia».
Die Vorderseite ist sogar noch älter; sie befand sich bereits auf den ersten Ausgaben im Jahre 1850. Auf der Rückseite war ursprünglich eine sitzende Helvetia abgebildet, mit Schild und Pflug, im Hintergrund die Jungfrau.
Die Sterne, welche die stehende Helvetia umrahmen, waren anfänglich 22 an der Zahl, einer für jeden Kanton. Als 1979 der Kanton Jura hinzukam, war diese Anzahl nicht mehr korrekt. Erst 1983 wurde dies geändert und ein weiterer Stern hinzugefügt. Seit 2000 werden die Halbkantone in der Bundesverfassung einzeln gezählt, wodurch sich die Anzahl eigentlich auf 26 erhöht; dies wurde aber im Münzbild nicht berücksichtigt.
Bis 1981 wurde der Zweifränkler (wie alle Münzen vom Fünfzigräppler an aufwärts) gegenständig geprägt, d. h. das Münzbild auf der Vorderseite steht kopf, wenn die Münze um ihre vertikale Achse gedreht wird. Seit 1982 werden alle Nominale einheitlich mit gleicher Ausrichtung geprägt.
Das Münzzeichen „B“ unterhalb des Kranzes auf der Wertseite steht für die Eidgenössische Münzstätte in Bern. Auf den Jahrgängen von 1970–85 wurde das Münzzeichen weggelassen. Zudem wurde ein Teil der Ausgaben von 1968 in London geprägt, da die Eidgenössische Münzstätte überlastet war. Diese Prägungen tragen ebenfalls kein Münzzeichen.

## Zusammensetzung
Seit 1968 besteht der Zweifränkler aus einer Legierung von 75 % Kupfer und 25 % Nickel (Kupfernickel), gleich wie die andern heutigen Schweizer Umlaufmünzen (mit Ausnahme des Fünfräpplers). 
Zuvor bestand er aus Silber; von 1850 bis 1857 in einer Reinheit von 900/1000, von 1860 bis 1863 in einer Reinheit von 800/1000 und von 1874 bis 1967 in einer Reinheit von 835/1000. Die erste wurde 1869, die zweite 1878 und die letzte 1971 ausser Kurs gesetzt. Die Silbermünze wog stets 10 Gramm, die Kupfernickelmünze hingegen nur noch 8,8 Gramm. Eine bemerkenswerte Tatsache ist, dass ein Zweifrankenstück schon immer genau so viel wie zwei Einfrankenstücke oder vier Fünfzigrappenstücke wiegt.
Der Durchmesser und das Edelmetallgewicht dieser Münze gehen auf das Vorbild des französischen Francs zurück. Mit der Lateinischen Münzunion (1865–1926) wurden die technischen Daten zudem in einem internationalen Abkommen festgelegt und die Edelmetallmünzen aus Frankreich und den anderen Vertragsstaaten kursierten gleichberechtigt neben den Schweizer Münzen.